# Pump.io
Pump.io — універсальний рушій потоків активності, який може бути використаний як федеративний протокол соціальних мереж, який «робить більшу частину того, що люди дійсно хочуть від соціальної мережі». Pump.io є продовженням StatusNet; Identi.ca, був найбільшим сервісом StatusNet, перейшов на pump.io у червні 2013 року.

## Технології
Розроблений, щоб бути набагато легшим і ефективнішим, ніж його попередник StatusNet, Pump.io написаний на Node.js та використовує Activity Streams як формат для команд і для передачі даних за допомогою простого REST inbox API.
Pump.io вимагає:
- node.js
- npm
- сервер бази даних (зазвичай NoSQL бази даних, такі як MongoDB або Redis, хоча є й інші варіанти через рівень абстракції бази даних під назвою Databank)[7]
- GraphicsMagick з командою `gm`

Pump.io може легко працювати на низькоресурсному обладнанні (такому як Raspberry Pi або BeagleBone Black). Ним можно користуватись через веб-інтерфейс або іншими клієнтами через API.

## Федерація
Як розподілена соціальна мережа, Pump.io не прив'язаний до одного сайту. Користувачі на різних серверах можуть підписуватися одне на одного, і якщо один або кілька окремих вузлів виходять з ладу, решта мережі залишається недоторканою.

## Обмеження та проблеми
Функції, які були присутні в StatusNet, досі (станом на жовтень 2017 року) не реалізовані в Pump.io, наприклад, групи, гештеґи, та сторінка з переліком популярних дописів.

## Стандартизація
Об'єднана робоча група W3C з питань соціального вебу, започаткована у липні 2014 року, випустила стандарт ActivityPub, на основі протоколів, що використовуються в pump.io, як ймовірний наступник OStatus. Офіційно опублікована як рекомендація 23 січня 2018 року.